# Alagakkonara
Alagakkonara (tamoul : அழகக்கோன்) ou Alakeshwara est le nom d'une famille féodale de premier plan qui donna au Sri Lanka de grands ministres et des chefs de guerre pendant la période médiévale. Bien que certains historiens pensent que la famille était d'origine malayalam, d'autres soutiennent qu'elle venait de la région de Kanchipuram, dans le Tamil Nadu, en Inde.
Ils arrivèrent vers le XIIIe siècle au Sri Lanka, où ils s'établirent. L'un des membres de la famille est réputé avoir fondé la capitale actuelle du Sri Lanka, Sri Jayawardenapura-Kotte, en y construisant un fort pour combattre les hommes chargés de collecter les impôts pour le compte du royaume de Jaffna, au nord du pays. 
La famille perdit l'essentiel de son influence après que son chef, Vira Alakeshwara, eut été fait prisonnier par l'amiral chinois Zheng He en 1411.